# Dearing (Kansas)
Dearing è un comune degli Stati Uniti d'America, situato nello Stato del Kansas, nella contea di Montgomery.